# Auguste Anastasi
Pour les articles homonymes, voir Anastasi.
Auguste Anastasi, né le 15 novembre 1820 à Paris et mort le 15 mars 1889 à Paris, est un peintre paysagiste et lithographe français de l'École de Barbizon.

## Biographie
Auguste Paul Charles Anastasi naît à Paris le 15 novembre 1820. Il est l'élève de Paul Delaroche et Jean-Baptiste Corot,. Il débute au Salon de 1843. Il obtient une médaille de 2e classe au Salon de 1848 pour un paysage, à ce titre il est admis de droit à l'École des beaux-arts de Paris le 5 mai 1849. Il obtient une médaille de 3e classe au Salon de 1865 pour une lithographie. Il peint des paysages des environs de Paris, de Normandie, de Hollande ou d'Italie, à Rome et surtout à Naples, mais aussi du Tyrol, dont il fit également des lithographies, pratique qu'il poursuivit à partir de 1850, en se mettant au service de Ferdinand Sartorius, éditeur du recueil Le Salon.
Auguste Anastasi collabore comme lithographe aux revues L'Artiste et Les Artistes contemporains. Il lithographie des œuvres d'après Rosa Bonheur, Jean-Baptiste Corot, Jean-Baptiste Isabey ou Théodore Rousseau. Il a son atelier au no 12 rue de Navarin à Paris.
Atteint de cécité à partir de 1860, il cesse de peindre après 1870. Ses confrères organisent alors une loterie dont les bénéfices sont convertis en une rente ; après sa mort, cette rente sera attribuée à un artiste indigent désigné par l'Académie des Beaux-Arts.
Mort le 15 mars 1889 dans le 17e arrondissement de Paris, il est inhumé à Paris au cimetière du Père-Lachaise (53e division).

## Collections publiques
- Chantilly, musée Condé

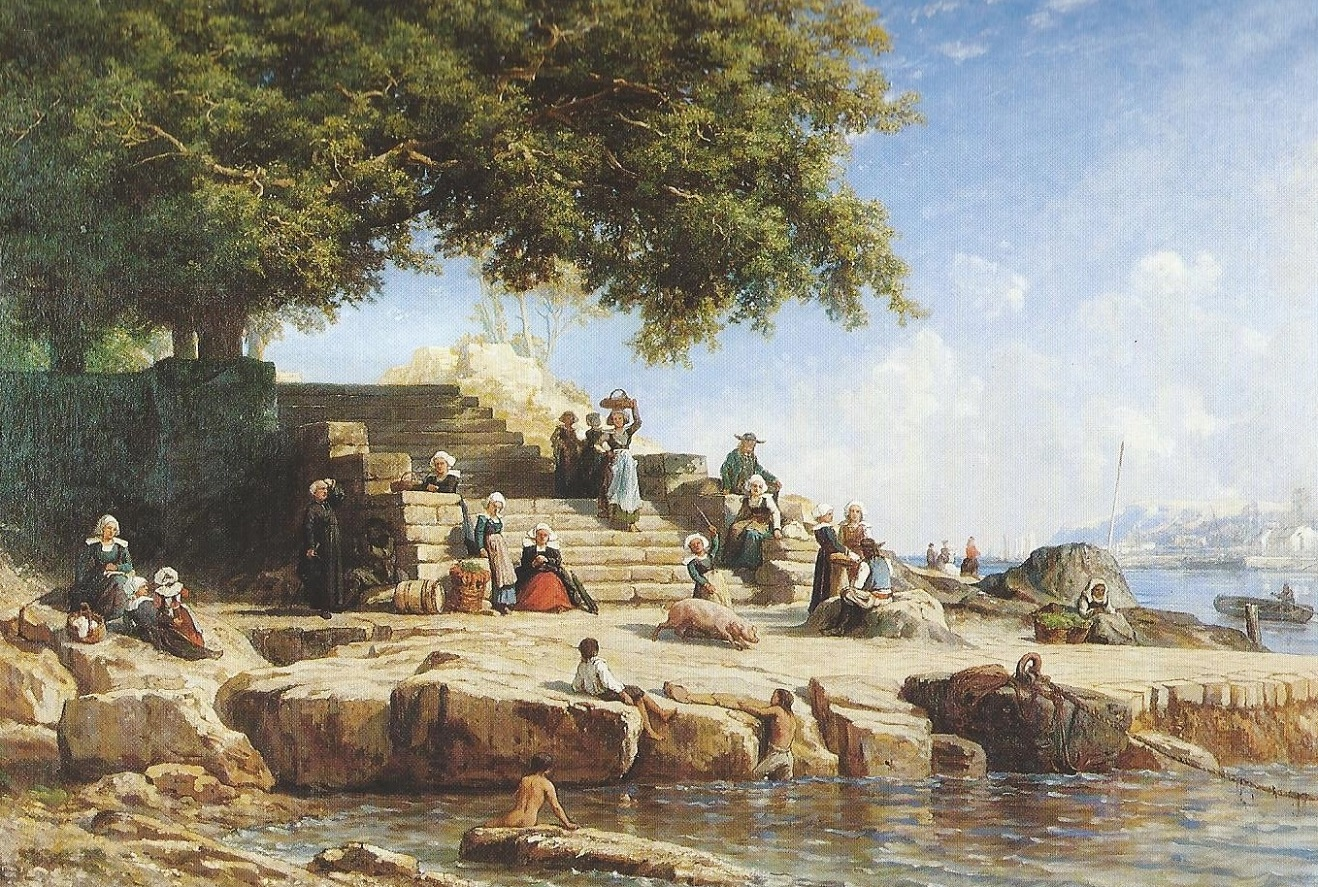
Le Passage du bac à Tréboul (1870), musée des beaux-arts de Quimper.

  - Amsterdam le soir, huile sur bois[7]
  - Chantilly - Intérieur du Parc, aquarelle et gouache[8]
  - Étangs de Commelle, huile sur toile[9]
  - L'Arc de Titus à Rome, aquarelle[10]Étangs de Commelle, Musée Condé.
- Château de Compiègne
  - La Pergola, huile sur bois[11]

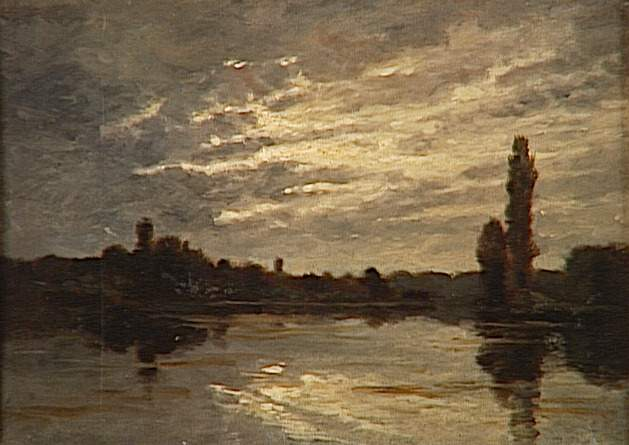
Étangs de Commelle, Musée Condé.

  - Vue du parc de Robinson avec ses attractions foraines, sous de grands arbres, lavis, plume et rehauts de blanc[12]
- L'Isle-Adam, musée d'art et d'histoire Louis-Senlecq
  - Baigneuses, d'après Jules Dupré, lithographie[13]
  - La Ferme, vers 1836, d'après Jules Dupré, lithographie[14]

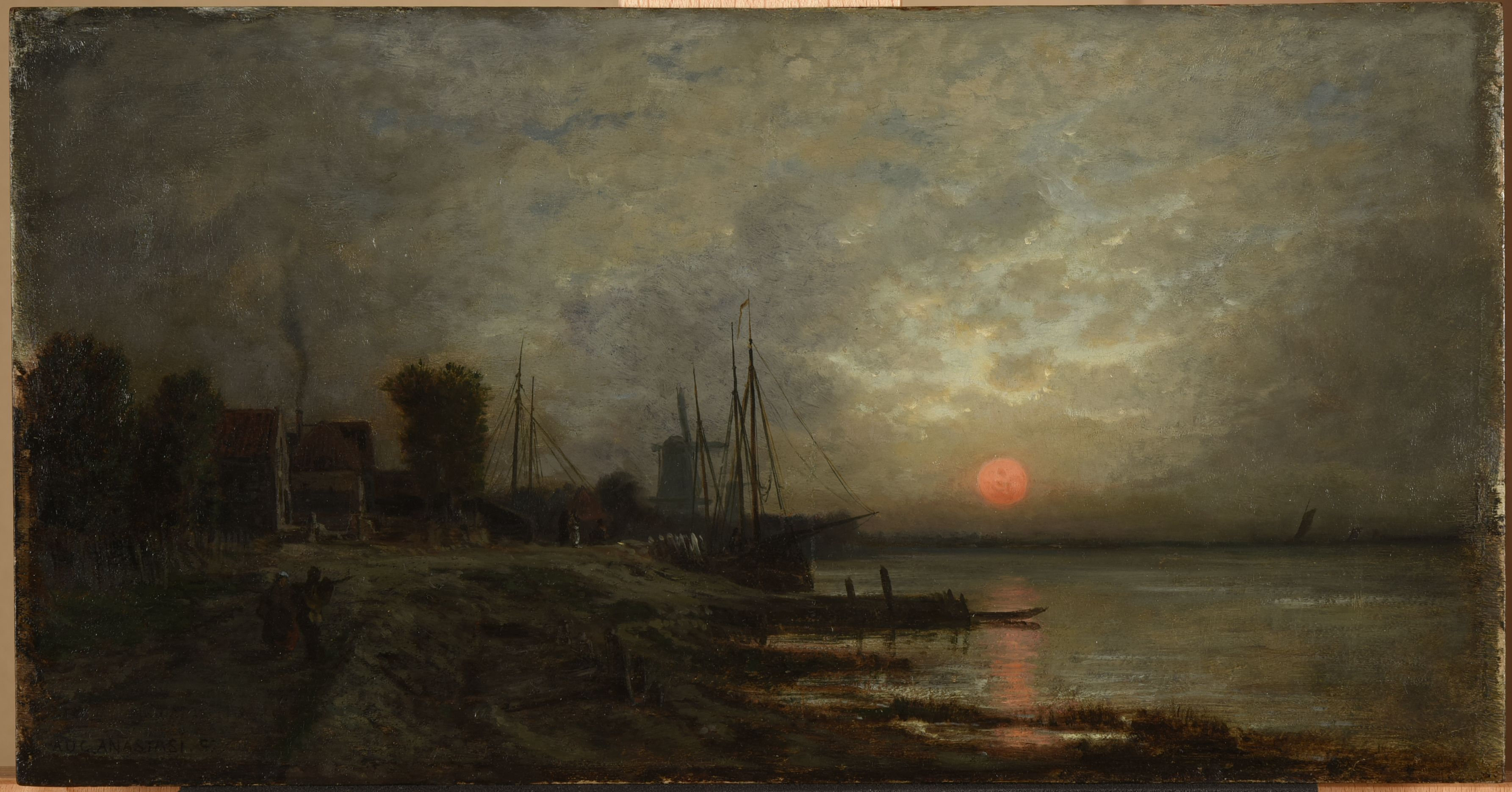
Coucher de soleil en Hollande, musée des Beaux-Arts de Reims

- Coucher de soleil en Hollande, musée des Beaux-Arts de ReimsDijon, musée Magnin : Au bord de l'Escaut, 1860, aquarelle, gouache et esquisse au crayon graphite[15]
- Gray (Haute-Saône), musée Baron-Martin : Moulin de Dordrecht, Hollande, vers 1873, aquarelle
- Musée des beaux-arts de Nantes : Soleil couchant ; village de Lynbann (Hollande), 1860, huile sur bois[16]
- Musée des Beaux-Arts de Reims, Coucher de soleil en Hollande, huile sur bois[17]

## Œuvres exposées au Salon
- Paysage composé, Salon de 1843
- Démocrite et les Abdéritains, paysage composé, Salon de 1844
- Vue prise en Normandie, effet du matin, Salon de 1846
- Chemin en Normandie, Salon de 1846
- Lisière de Bois (Basse-Normandie), étude d'après nature, Salon de 1847
- Intérieur de forêt (Fontainebleau), étude d'après nature, Salon de 1847
- Roches et bruyères, étude d'après nature, Salon de 1847
- Chemin sur la hauteur, Salon de 1847
- Soleil couchant, étude, Salon de 1847
- Châtaigniers de Senlis, étude, Salon de 1847
- Dessous de bois de Fontainebleau, étude d'après nature, Salon de 1847
- Paccages du Calvados, Salon de 1848
- Bords de la Touque, étude, Salon de 1848
- Près la mare aux Corneilles (forêt de Fontainebleau), effet d'automne, Salon de 1848
- Allée de parc, étude d'après nature, Salon de 1848
- Une lande, étude prise à Fontainebleau, Salon de 1848
- Intérieur de forêt, étude, Salon de 1848
- Passage de la Dive, en Normandie, effet du matin, Salon de 1848
- Saulée, étude, Salon de 1848
- Forêt de charmes, étude, Salon de 1848
- En automne, Salon de 1848
- Lisière de bois, soir, Salon de 1851 (musée de Marseille)
- Intérieur de forêt, printemps, Salon de 1851
- Bruyère, automne, Salon de 1851
- Petit Ravin, soleil couchant, Salon de 1851
- La Vanne, soleil couché, Salon de 1851
- Chaumière normande, Salon 1851
- Lisière de bois, effet du soir, aquarelle, Salon de 1851
- Saison des foins, Salon de 1852, palais des beaux-arts de Lille
- La Seine,à Chatou, Salon de 1852
- La Moisson, lithographie d'après Émile Lambinet, Salon de 1852
- Un soir en hiver, Salon de 1853
- Bougival, rivière neuve, Salon de 1853
- Un matin, en été, Salon de 1853
- Un poulailler, Salon de 1853
- Vallée du Vallace, près de Lillebonne', Salon de 1855
- Bords de la Spee, environ de Berlin, Salon de 1855
- Soleil couchant, Salon de 1855
- Les Colombes, Salon de 1855
- Idylle, Salon de 1855
- Neuf lithographies, d'après Jules Dupré (1811-1889), Narcisse Diaz (1807-1876), Prosper Marilhat, Louis-Nicolas Cabat (1812-1893) et Camille Roqueplan (1803-1855), Salon de 1855
- Bords de la Meuse, à Swindrecht (Hollande), Salon de 1857, musée des beaux-arts de Rennes
- Coucher du soleil à Dordrecht (Hollande), Salon de 1857, anciennement au musée du Luxembourg, Paris
- La Meuse, à Dordrecht, Salon de 1857
- Soleil couchant, en hiver (Hollande), Salon de 1857
- Vieux moulin, Salon de 1857
- Soleil couché (Hollande), Salon de 1857
- Un matin, en été, Salon de 1857
- Lever de la lunne (Hollande), Salon de 1857
- Un lac en Tyrol, Teghernsée, effet du matin, Salon de 1859
- Le Waal et la Meuse, près de Dordrecht(Hollande), Salon de 1859
- Soleil couchant, Salon de 1859
- Moulins, près de Dordrecht, Salon de 1859
- Soleil dans la brume, Salon de 1859
- Canal de Delft (Hollande), Salon de 1859
- Canal dans l'Owerttoomn (Hollande), Salon de 1859
- Chemin en hiver, Salon de 1859
- Effet de neige, au soleil couchant, Salon de 1859
- Groupe de chênes, en automne, Salon de 1859
- Village de Wilensdorp, u clair de lune (Hollande), Salon de 1861
- Après la pluie (Hollande), Salon de 1861
- Hiver, effet du soir (Hollande), Salon de 1861
- Soleil couchant, Salon de 1861
- Village de Lynbann (Hollande), Salon de 1861
- Coucher du soleil, aux bords de la Meuse (Hollande), Salon de 1861
- Retour du troupeau au soleil couché, Salon de 1861
- Terrasse de la villa Pamphili (Rome), au fond le dôme de Saint-Pierre, Salon de 1861, déposé au palais du Luxembourg, Paris
- Aqueducs de Claude, campagne de Rome, Salon de 1861
- Rome, bords du Tibre, Salon de 1865
- Terrasse d'un couvent à Rome, Salon de 1866
- Cascatelle de Tivoli, Salon de 1866
- Colisée, vu de l'ancien palais de Césars, versant est du Palatin, Salon de 1867
- Un ruisseau, en automne, Salon de 1867
- Lavoir aux environs de Naples Salon de 1868
- Un coin du village de Leidschendain, Salon de 1868
- Le Jardin d'hiver de S.A.I. la princesse Mathilde, Salon de 1868
- La Maison aux lauriers roses, Italie, Salon de 1869
- Le Jardin d'hiver de S.A.I. la princesse Mathilde, seconde vue, aquarelle, Salon de 1869
- Une fontaine près l'Arricia, environs de Rome, le matin, Salon de 1870
- L'Escalier du bac à Douarnenez (Bretagne) ou Le Passage du bac à Tréboul, Salon de 1870

## Décoration
- Chevalier de la Légion d'honneur (1868)